# Mevania larissa
Mevania larissa là một loài bướm đêm thuộc phân họ Arctiinae, họ Erebidae.